# 裸者と死者
『裸者と死者』（らしゃとししゃ、原題：The Naked and the Dead ）は、アメリカの作家・ノーマン・メイラーによる1948年に発表された小説である。メイラーは第二次世界大戦中、アメリカ陸軍第112騎兵連隊に所属しフィリピンの戦いに参加した。本作品は当時の体験に基づいている。メイラーの処女出版作品であり、彼の作品の中で依然もっとも売り上げが多い。メイラーの小説家としての評価を確立し、国際的評価を固めるもとになった作品。
1958年には同名タイトルで映画化されている。裸者と死者 (映画)を参照。

## あらすじ
南太平洋の孤島、アノポペイ島を舞台にして、カミングズ将軍が指揮するアメリカ軍1個師団が島に立て篭もる日本軍を駆逐しようとする中で、1つの偵察小隊に焦点を宛てて話は進む。
第一部「波」は、島に向う輸送船の中の描写で、偵察小隊の兵士が紹介される。上陸作戦を敢行中に隊員のヘネシーが日本軍の榴霰弾に当たって戦死する。
第二部「陶土と型」は全編の5割以上を占めるもっとも長い部分である。ここではアメリカ軍が島への上陸を成功させ、ある程度は日本軍を後退させたものの、日本軍の堅い防衛線を前にしてこう着状態にはいってしまう。暴風雨のあった夜に日本軍が夜襲を掛けてくるが、カミングズの巧みな部隊配置でこれを斥ける。偵察小隊は対戦車砲2門をもって第1大隊のところまで行く任務を与えられる。川床を横切るときに対岸の4.5 m の傾斜を登らねばならず、ワイマン、トグリオ、ゴールドスタインの組は耐え切れなくなって対戦車砲を川床まで落として壊してしまう。この件でクロフトはゴールドスタインを糾弾する。その夜、機関銃座を任された小隊に日本軍が攻撃をかけてくるが、クロフトが中心になって撃退する。このときトグリオが負傷する。ある日、クロフト、レッド、ギャラガーの3人は飲料水と食糧を補給に出て、3名の日本兵に遭遇しクロフトが手榴弾で倒す。レッドが止めを刺すことを命じられ日本兵の死体に近付くと1人がまだ生きており、レッドに向ってきたので、レッドは逃げるしかなくなる。ここはクロフトの機転で日本兵を捕虜にするが、クロフトはその捕虜を射殺する。その夜ウィルソンが手に入れてきた蒸留酒で酔っ払った隊員は日本兵の死体が散乱している戦場に行き、戦利品を得ようとする。マーチネズは死体の金歯を外してポケットに入れる。結局隊員は死体の下から出てきた蛇に驚いて退却する。ギャラガーは身重の妻を国に残してきていたが、ある日従軍牧師に呼ばれて行くと、妻が出産のときに死んだことを報らされる。ギャラガーは暫く麻痺状態が続く。周りの隊員もその扱いに苦慮する。
一方カミングズの副官ハーン少尉は、将軍のテントで2人きりで話し込んだり、チェスを指したりする親密な仲であり、特別待遇されているといっても良い状態だった。ある日、将軍の命令で沖合いに来た輸送船から将校用食糧補給品を担当官の許可する以上に持ち帰った後、将軍のテントのきれいに清掃された床にタバコの吸殻を落として立ち去る。カミングズはハーンを呼びつけ、吸殻を拾わせた後、副官の解任と参謀のダルスン少佐の下への転属を申し渡す。カミングズは局面の打開を図るために迂回侵攻作戦を考え、その立案をダルスンに任せる。ハーンは叩き上げのダルスンとの人間関係がうまくいっていなかったが、カミングズが来たときに作戦地図を貼った製図板を落としてカミングズの脛に当ててしまう。カミングズはハーンがわざとやったと判断し、ハーンを偵察小隊の隊長に転属させることを決める。カミングズは作戦を補う為に島の反対側から日本軍の後ろに1個中隊を送り込むことを考え付き、その中隊の前に偵察小隊を斥候に出すことにする。
第三部「植物と幻影」は偵察小隊が斥候に出て苦闘する様子が描かれる。ハーンが小隊長になっているが、特務軍曹のクロフトは面白く思ってはいない。島の裏側に上陸した小隊は密林の中を川に悩まされながら進む。ハーンは急流を率先して渡って隊員に範を示す。2日目、丘陵部の谷間に進んだ時に日本兵に待ち伏せされ、1マイル以上撤退した後でウィルスンがいないのに気付く。クロフト達が探しにいくと腹を撃たれて倒れているウィルスンを発見し、連れ戻す。ブラウン、スタンレー、リッジズ、ゴールドスタインの4人がウィルスンを担いで海岸に戻ることになる。担架に使う棒材を切り出しに行ったロスは傷付いて飛べない小鳥を見つける。クロフトはロスが連れてきた小鳥を握りつぶし遠くに投げ飛ばしてしまう。これに怒ったリッジズやレッドがクロフトに反抗するが、ハーンが割ってはいる。クロフトはロスに謝る。担架隊が出発したその夜、ハーンは一旦引き返す決心をしてクロフトに相談するが、クロフトはマーチネズを探りに行かせてから判断するという提案を行う。マーチネズは日本兵の露営地に侵入し、機関銃座で歩哨をしている日本兵一人をナイフで殺す。マーチネズは小隊に戻ってクロフトに報告するが、クロフトはハーンには報告しないように命令する。3日目、ハーンは再度前日に待ち伏せされた谷間に進むことを決める。その半時間後、ハーンは日本兵の機関銃弾に胸を撃ちぬかれて即死する。クロフトに指揮が戻った小隊は引き返し、島の高峰であるアナカ山に登ることを選択する。上りが続く道で隊員の消耗は激しく、ロスとワイマンは遅れがちになる。30cmに満たないような岩棚を進んでいる途中で、1m以上の割れ目に行き当たる。隊員は苦労してそれを飛び越えるが、ロスが飛び越えるのに失敗して墜死する。4日目の朝、マーチネズとギャラガーはクロフトに引き返すことを提案するが、クロフトは受け入れない。出発する時になって今度はレッドが反旗を翻す。しかし、クロフトに銃を突きつけられ、仲間も行動しないのを見たレッドは屈服する。アナカ山の頂上が近付いた頃、クロフトは大熊蜂の巣にぶち当たってしまう。蜂に追われた隊員は銃や背嚢を放り出し、必死で逃げ出す。クロフトは退却することに決め、翌日には海岸に戻った。
担架隊はウィルスンを担いで下っていく途中、体力を消耗し尽してしまう。ブラウンとスタンレーが脱落し、ゴールドスタインとリッジズの2人だけで、担架を担いで進む。翌日リッジズはウィルスンの求めに応じて水を飲ませてしまう。それから暫くしてウィルスンは死ぬ。2人は死人となったウィルスンを担いで密林の中を進む続けるが、急流に足を取られて流してしまう。
参謀本部のダルスン少佐は、将軍が駆逐艦の応援を得るために軍本部へ行った間、事実上の指揮官になっていた。ある中隊が日本軍の防衛線背後にある露営地が放棄されているのを発見する。ダルスンは処置に悩むがそこを占領させ、さらに予備隊を送り込む決断をする。予備隊は日本軍の補給品貯蔵所まで占領してしまう。翌日には日本軍が壊滅する。
第4部「船跡」は最も短い部分である。アメリカ軍は逃げる日本兵を掃討し、大きな戦果を上げる。日本軍は物資も弾薬もほとんど尽き掛けていた。カミングズ将軍は自分がいない間に、無能と考えていたダルスン少佐の指揮で戦局を一気に変えてしまったことに当惑する。またハーンが戦死したことに苦痛と満足のこんがらかったものを感ずる。

## 登場人物
- エドワード・カミングズ将軍

中西部の都市ウェストポイントの出身、将官。父親は市の実力者。中背より少し高めで肉付きがよく、日焼けした顔と白髪まじりの頭髪。ボストンの親戚の娘マーガレットと結婚する。第一次世界大戦のヨーロッパ戦線に従軍。
- ロバート・ハーン

イリノイ州シカゴ出身、少尉。父親はたたき上げの実業家ブルジョワ。がっしりした泰然とした顔の大男。ハーバード大学出身。ニューヨークで編集などの仕事をしていたが、真珠湾攻撃の1ヶ月前に陸軍に入隊する。アノポペイ島作戦のときはカミングズ将軍の副官をしていたが、将軍に反抗したことを機に、偵察小隊の指揮官となる。
- サム・クロフト

テキサス州出身、偵察小隊付き特務軍曹、負けず嫌いで残忍。中背で痩せ型。凍ったように冷たい目は、非常に青い。結婚したが、妻の不貞を発見して喧嘩した後に陸軍に入る。
- ウィリアム・ブラウン

オクラホマ州タルサ出身。州立大学に入るが試験にしくじって退学する。軍曹。中背でちょっと太り気味で、若々しい。28歳は過ぎている。美しい妻の不貞という妄想に悩まされている。。
- ジュリオ・マーチネズ

メキシコ系アメリカ人、テキサス州サンアントニオ出身、軍曹、20代半ば。体つきや姿態は鹿のように上品。19歳のときに結婚させられようとしたのを機に軍隊に入る。メキシコ系であるために卑屈なところがある。戦闘経験は豊富だが、あまりに多くの恐怖を体験したので、どんな音でもふいにすると狼狽する。クロフトからは「日本兵の餌」（ジャップ・ベイト）と呼ばれている。
- トグリオ

イタリア系。伍長。こめかみよりも顎のほうが広い、西洋梨型の顔。中背のずんぐりした体形。任務に忠実であろうとするが、他の兵士への影響力に不足している。日本軍との交戦で負傷する。
- スタンレー

18歳で結婚。小説では19歳。中肉で背が高い。ブラウンに取り入って伍長になるが、後にクロフトに取り入るようになる。
- レッド・ヴァルゼン

スウェーデン系アメリカ人、モンタナ州の炭鉱町出身、30歳くらい。父親が探鉱の爆発で死んだ後に13歳で坑夫になる。放浪の果てにロイスという女と昵懇になるが、逃げ出して軍隊にはいる。ことあるごとに隊員と対立する。
- ロイ・ギャラガー

マサチューセッツ州ボストン出身。アイルランド系。屈強な体つきだが、背は低い。父親は酒乱。反ユダヤ主義。政治団体の走り使いをやっているときに、メァリーと出合って結婚する。アノポペイ島作戦の間にメァリーが出産したが、そのときにメァリーは死ぬ。
- ウッドロー・ウィルスン

南部出身の無学文盲な男。30歳くらい。見事なたてがみのような鳶色の頭髪の大男。飲酒と女漁りを続け淋病に何回も感染した。酔っ払った翌朝に結婚していたことに気付く。子供も生まれる。
- オスカー・リッジズ

がっしりした短い体躯。顔は丸くて短く、だらっとした長い顎をしていて、そのため、いつも口がぼっかり開いている。常に命令される側に立つことに慣れてしまっている。
- ヘネシー

上陸作戦の2,3週間まえに偵察小隊に入ってきた若者。心配性。アノポペイ島上陸時に戦死する。
- ジョウイ・ゴールドスタイン

ユダヤ人。27歳くらい。ニューヨーク出身。溶接学校卒。アノポペイ島上陸後に偵察小隊に補充される。。
- ヘルマン・ロス

ユダヤ人。ニューヨーク市立大学出身。猫背と長い腕、小柄。アノポペイ島上陸後に偵察小隊に補充される。
- ワイマン

明るい頭髪と骨っぽい顔をした、背の高い若者。アノポペイ島上陸後に偵察小隊に補充される。
- ポラック・チェンビッチ

ポーランド人。7人兄弟の下から2番目。おそらく21歳。アノポペイ島上陸後に偵察小隊に補充される。。
- スチーブ・ミネッタ

イタリア系、20歳。頭髪が禿げあがっている。薄い口髭を生やし、念入りに鋏を入れている。アノポペイ島上陸後に偵察小隊に補充される。

## 作品解説
小説は章ごとに時間軸に従って島で進行するドラマの間に、"The Time Machine" という表題で、登場人物一人一人の性格と過去の行動を回顧する話が挿入されている。また"Chorus" という表題で兵士達の他愛も無い会話が紹介される。幾つかの戦闘シーンや軍隊の慣習に関するリアルな描写があり、また兵卒の多くの努力や苦悶についての詳細な描写もある。この小説はある作戦の難しさ、日本軍によって課される危険性、士官と古参兵の間の確執、各兵卒内面の葛藤と恐怖、また隊員間の敵対意識を扱っている。将軍に始まって全ての者に性格的な欠陥があり、幸せな家庭生活や良好な男女関係に関する叙述はほとんどない。
小説は高位の士官の適性や動機に疑問を投げ掛けており、描写される多くの兵士それぞれの品性も疑問視している。兵士達は肉体的な困難さを味わい時には犠牲者も出るが、哀悼の気持ちや親切さというものはほとんどない。日本兵に対する慈悲の心も無い。時として個々の兵士が感受性あるいは思慮深さのかけらを見せる。
アメリカ軍の絶対的権力者カミングズ将軍は、ハーンに向って次のように語って、太平洋戦争とその後の日本占領の意味を解説するシーンがある。メイラーの抱くアメリカの権力者感が垣間見られる。
翻訳家の山西はこの小説の中心人物がクロフトだと言っている。メルヴィルの『白鯨』の主人公エイハブと対照させ、征服欲の権化としてアナカ山に挑む。「部下の者の反抗を銃口の先で無慈悲に圧しひしぎながら、」自分の意思を通す。そこには「人間性や英雄性はなく、非常な、デーモニッシュな、征服欲と支配欲があるだけである」まさにアナカ山の頂上に達しようという時に、熊蜂のためにそれまでの労苦は脆くも崩れ去り、英雄になることもできない。
メイラーは進駐軍の一員として日本の銚子に駐屯した。この時の日本の印象について、小説の登場人物で日系人少尉で通訳のワカラに、12歳の時に日本の銚子に住んでいたときの思い出として語らせている。メイラーは日本を最も美しい国として記憶し、駐屯した9か月の間に『裸者と死者』の構想が進んだと述懐している。1946年5月に除隊して帰国したメイラーは15か月間でこの長編を書き上げた。1948年5月、ライハンルト社から出版され大きな反響を巻き起こした。

## "Fug"
『裸者と死者』の出版者はメイラーに、小説の中で「fuck」の代わりに婉曲表現として「fug」を使うよう進言した。その後に起こった出来事についてメイラーは次のように語っていた。
1950年、猥褻文書の疑いで翻訳者の山西英一が警察の捜索を受けた。

## 日本語訳
- 「裸者と死者」 （山西英一訳、改造社、新潮文庫）